# FK Goražde
FK Goražde ja bosanskohercegovački nogometni klub iz Goražda.

## Povijest kluba
Prvi nogometni klub u Goraždu osnovan je 1918. godine i dobio je naziv Herceg Stjepan. Klub mijenja ime 1922. godine u Gošk, koji je prvu međugradsku utakmicu odigrao protiv kluba Jugovića iz Foče. Klub je ovo ime zadržao sve do drugog svjetskog rata. Poslije oslobođenja osnovan je 1946. godine nogometni klub Bratstvo. Klub mijenja ime 1948. godine u Sloga, koje zadržava do 1952. godine, kada dobiva novo ime Pobjeda. Ovo ime nosio je do 1957. godine, kada se od kluba Pobjeda prave dva sportska kluba: Gošk i Radnički. Oba kluba postoje sve do 1960. godine. Te godine Gošk se spaja s Radničkim u današnje Goražde.
Trenutačno se natječe u Prvoj ligi FBiH. 

## Vanjske poveznice
- Službene stranice